# Cumpărătura, Suceava
Cumpărătura este un sat în comuna Bosanci din județul Suceava, Bucovina, România.

## Istoric
După primul război mondial, o parte dintre locuitorii din satul Bosanci au cumpărat terenurile pe care se află actualul sat Cumpărătura de la proprietarul lor, prințul Mihail Sturdza (1886-1980), politician și ministru de externe (14 septembrie 1940 - 26 ianuarie 1941). După cumpărarea terenului, o parte dintre bosănceni s-au așezat acolo și au construit case de locuit, iar localitatea a primit denumirea de Cumpărătura.
Noul sat, fiind situat la peste 6 km de satul Bosanci, unde exista o biserică, s-a simțit nevoia de a se construi o biserică pentru satisfacerea nevoilor duhovnicești ale locuitorilor. În anul 1948, după ce credincioșii din Cumpărătura au strâns banii necesari, a fost cumpărată și transportată aici o biserică de lemn din satul Poiana, comuna Brusturi (județul Neamț). Biserica a fost amplasată pe un teren donat de către Domnica Bujoreanu (1880-1953) din satul Bosanci, pe acel teren amplasându-se și cimitirul parohial . 

## Obiective turistice
- Biserica de lemn din Cumpărătura - monument istoric construit în 1792; se află în cimitirul satului